# Parc de Montjuïc (metrostation)
Parc de Montjuïc is het hoge station van de kabelspoorweg van Montjuïc en de kabelbaan van Montjuïc in de wijk Sants-Montjuïc in Barcelona. op de berg Montjuïc. De ingang van dit station ligt aan de Avenida Miramar. Het lage station ligt in het metrostation Paral·lel.